# Cleónimo
Cleónimo (griego antiguo Κλεώνυμος/Kleốnumos) era un miembro de la familia real espartana de los agíadas. Fue el segundo hijo de Cleómenes II y un pretendiente al trono de Esparta. No consiguió el trono al morir su padre, supuestamente porque era de carácter violento y tiránico. Su sobrino Areo se convirtió en rey en su lugar. Por lo que tuvo un resentimiento contra sus compañeros espartiatas.

## Biografía
Para ayudar a Tarento contra Lucania, Cleónimo fue como líder de un grupo de mercenarios al sur de Italia con el apoyo de la administración de Esparta (303 a. C.). Hay dos versiones diferentes de su expedición a Italia; una, fue escrita por Diodoro Sículo y la otra por Tito Livio. Sin embargo, no se han aclarado las relaciones entre las dos fuentes. El historiador Thomas Lenschau supone que describen dos campañas diferentes de Cleónimo: que la descrita por Diodoro Sículo habría tenido lugar en el año 303 a. C. y la descrita por Tito Livio en el 302 a. C.
Según Diodoro Sículo, Cleónimo llegó con un gran ejército y los lucanos de inmediato tuvieron que firmar la paz. Entonces el príncipe espartano tomó la ciudad de Metaponto y navegó a la isla de Corcira que también fue capturada. Desembarcó en Brindisi, pero fue batido por el dictador Cayo Junio Bubulco Bruto. Al enterarse de que Tarento y otras ciudades habían roto la alianza con él, se embarcó de regreso, pero fue derrotado en un ataque nocturno. Dado que muchas de sus naves fueron destruidas por una tormenta, al mismo tiempo que tuvo que retirarse de Corcira (303-302 a. C.). Pensó en pasar a Sicilia y después apoderarse de Corcira. Desembarcó de nuevo en Brindisi, pero fue batido pro el dictador Cayo Junio Bubulco Bruto.
Probablemente en el siguiente año (302 a. C.), Cleónimo regresó a Italia y según Tito Livio en primer lugar conquistó una ciudad llamada Turia, que no está exactamente localizada. Sin embargo, los  ejércitos romanos lo obligaron a regresar a sus barcos. Luego navegó hacia el norte a través del Mar Adriático y desembarcó en la costa de los vénetos. De la boca del Meduacus (actual río Brenta) navegó río arriba hasta el país de Patavium (moderna Padua) y atacaron las aldeas cercanas. Pero los nativos lo derrotaron y sufrió grandes pérdidas, supuestamente cuatro quintas partes de sus barcos fueron destruidos. Cleónimo tuvo que abandonar el territorio de Patavium. No se sabe cómo terminó su campaña.
Cleónimo es mencionado en el 293 a. C. Para entonces, parece haber vuelto a Esparta y fue enviado a Beocia para ayudar a sus habitantes contra Demetrio I Poliorcetes. Pero cuando este diádoco llegó con un ejército, Cleónimo tuvo que retirarse.
Siendo un hombre de edad mayor Cleónimo escogió a Quilónide como segunda esposa. Quilónide era hija de Leotíquidas, un miembro de la familia de los euripóntidas. Sin embargo, Quilónide era amante de Acrótato, sobrino-nieto de Cleónimo. Profundamente ofendido Cleónimo se marchó de Esparta y, en el año 272 a. C., convenció al rey Pirro de Epiro para respaldar su derecho al trono de Esparta. Pirro confió en que podría tomar la ciudad de Esparta con facilidad, sin embargo, los espartanos, incluso las mujeres participaron en la defensa, logrando vencer a los ataques de Pirro. En este punto Pirro recibió una llamada de ayuda de sus partidarios en Argos, que estaban siendo atacados por Antígono y se suspendió el ataque. Cleónimo no aparece más en las fuentes después de este evento por lo que su suerte se desconoce.